# Tågoperatör
Tågoperatör eller järnvägsföretag är ett företag som bedriver person- eller godstrafik på järnväg. 
Begreppet började användas under 1990-talet i samband med att Europeiska unionen beslutade att separera driften av infrastrukturen från järnvägstrafiken. Begreppet järnvägsföretag (ofta även kallat tågoperatör) används numera inom EU för organ eller företag vars verksamhet består i att tillhandahålla gods- eller persontrafik på järnväg, inklusive dragkraft, eller att enbart tillhandahålla dragkraft. Innan uppdelningen på infrastrukturförvaltare och järnvägsföretag så sköttes infrastrukturen och trafiken normalt av ett och samma företag. Utanför Europeiska unionen är det fortfarande vanligast att samma företag äger infrastrukturen och bedriver tågtrafik.
För att bedriva järnvägstrafik måste en tågoperatör ha tillstånd från Transportstyrelsen som även utövar tillsyn över säkerheten hos järnvägsföretagen i Sverige.
I Sverige kan en tågoperatör antingen köra tåg på kommersiell basis, vilket alltid är fallet för godstrafik och oftast även för långväga persontrafik, eller på uppdrag av Trafikverket eller en regional kollektivtrafikmyndighet. 
Exempel på tågoperatörer i Sverige är: A-train AB, Green Cargo, SJ AB, VR Snabbtåg Sverige och Snälltåget. I Tyskland är DB den största tågoperatören. 